# بيتر إلياس
بيتر إلياس (بالإنجليزية: Peter Elias) مواليد 23 نوفمبر 1923 في نيو برونزويك - توفي في 07 ديسمبر 2001 في كامبريدج، كان أحد رواد نظرية المعلومات وعضو في معهد ماساتشوستس للتقنية من 1953 إلى 1991. حائز على وسام ريتشارد هامينغ في 2002.